# Verkhovié
 (juillet 2021).

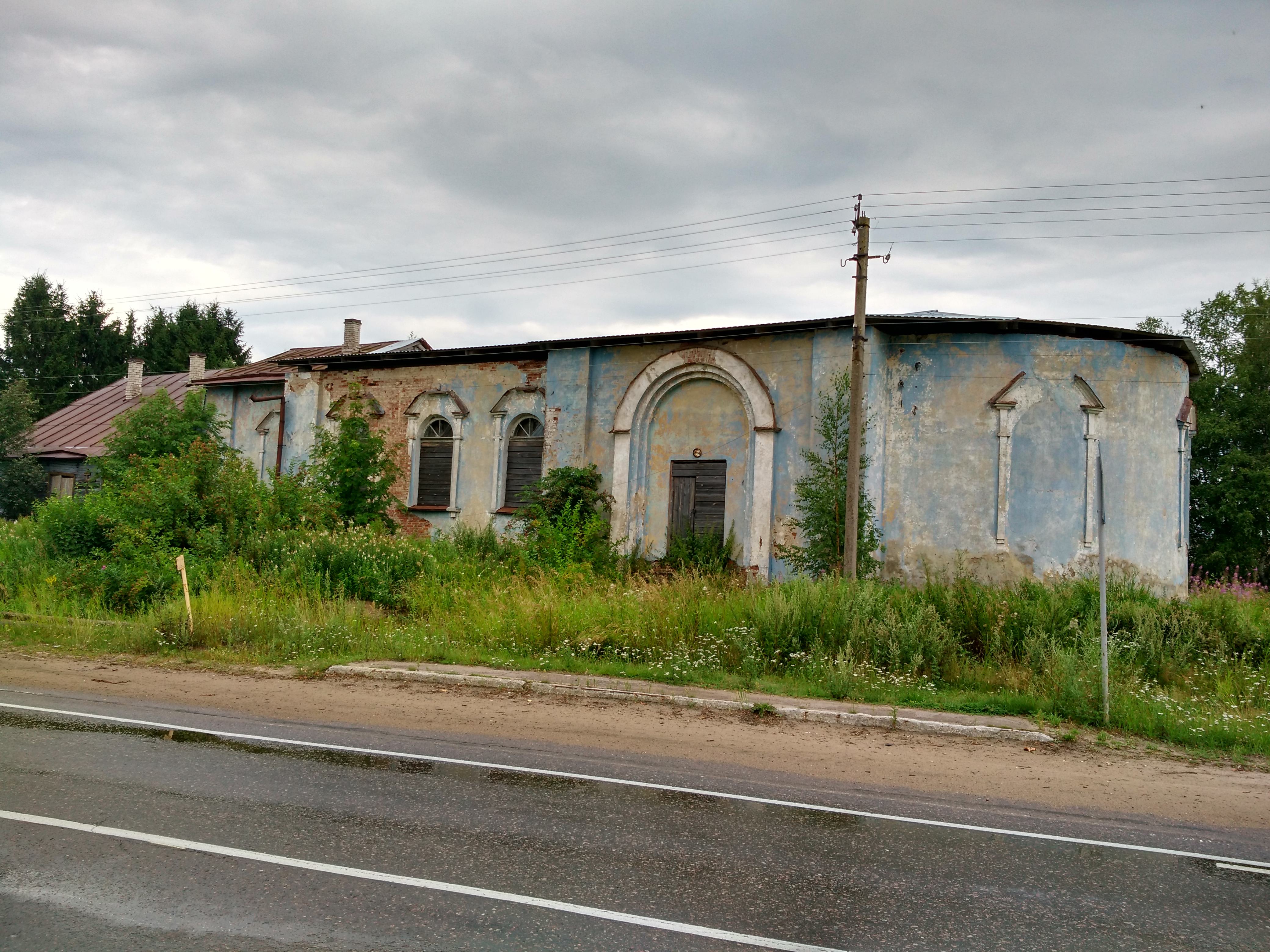
Ancienne église de la Nativité.

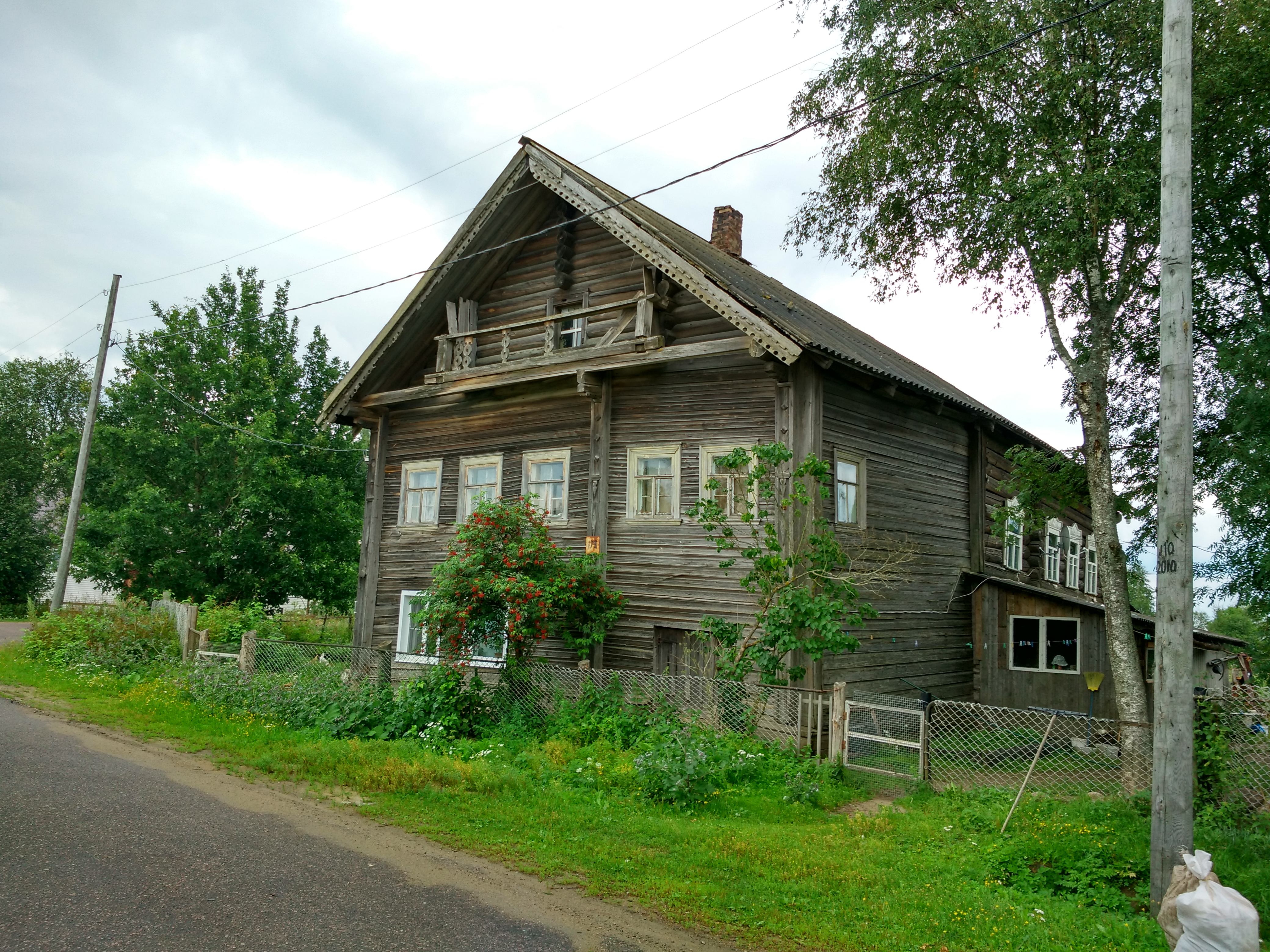
Maison de bois carélienne typique, inscrite au patrimoine protégé.

Verkhovié (Верхо́вье, carélien : Üllöine) est un village en république de Carélie (Russie) situé dans le raïon d'Olonets. Il fait partie de la commune urbaine d'Olonets.

## Description
Le village est situé au bord de la rivière Olonka. 
L'ancienne église de la Nativité-du-Christ (1850) est un monument architectural protégé, mais elle est dans un état pitoyable,. Elle a été fermée le 30 avril 1934 par le comité exécutif central de la  république socialiste soviétique autonome de Carélie. Une petite église de bois consacrée à saint Jean-Baptiste a été construite en 2017 sur la rive gauche de la rivière près du cimetière. 

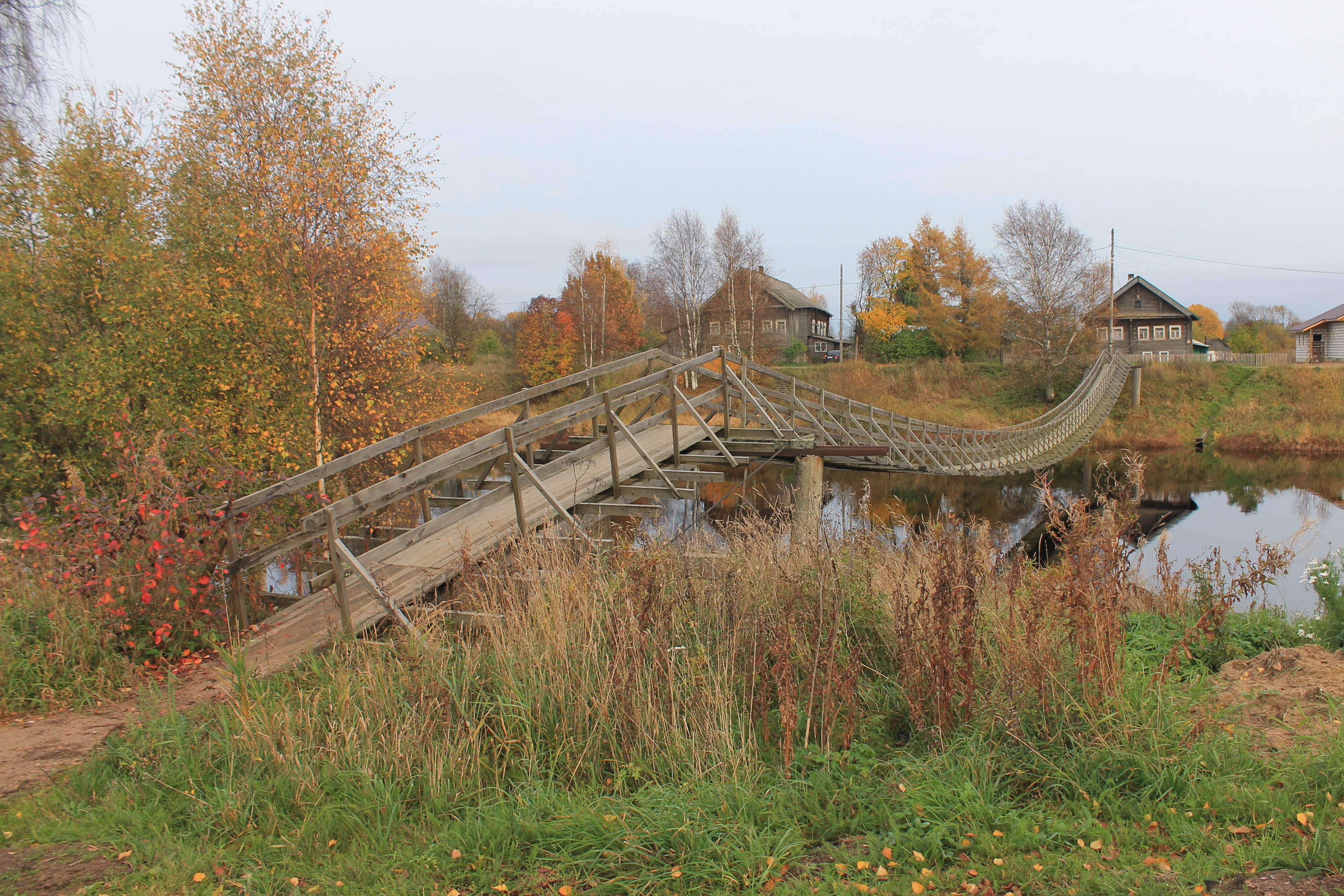
Pont de bois piétonnier au-dessus de l'Olonka.

Il existe un camping d'été au village.

## Population
Verkhovie comptait 743 habitants en 2009 et 727 habitants en 2013.